# Джоанна Плантагенет, 4-я графиня Кент
Джоанна Плантагенет (англ. Joan Plantagenet), известная под прозвищами «Девственница Кентская» (англ. The Virgin of Kent) и «Прекрасная Дева Кента» (англ. The Fair Maid of Kent; 29 сентября 1328 — 7 августа 1385) — член английской королевской семьи, 4-я графиня Кент, 4-я баронесса Вудсток и 5-я баронесса Уэйк из Лидделла с 1352 года, принцесса Уэльская с 1361 года, дочь Эдмунда Вудстока, 1-го графа Кента, и Маргарет Уэйк, 3-й баронессы Уэйк из Лидделла, дочери Джона Уэйка, 1-го барона Уэйка из Лидделла. После казни отца владения семьи были конфискованы. Первые годы она провела вместе с матерью, которая была заточена в замке Солсбери, но после реабилитации отца оказалась на воспитании у королевы Филиппы, жены короля Эдуарда III.
Джоанна трижды была замужем. При этом второй брак с Уильямом Монтегю был заключён при жизни первого мужа, Томаса Холланда, что вызвало скандал. В результате разбирательства папы римского второй брак был аннулирован, а первый признан законным. После смерти первого мужа Джоанна вышла замуж в третий раз — за своего близкого родственника Эдуарда Чёрного принца, наследника короля Эдуарда III. В этом браке родился будущий король Ричард II, опекуном которого она была после смерти мужа. Также Джоанна получала треть доходов с Уэльса и управляла поместьями покойного Чёрного принца. До самой смерти она имела большое влияние на ставшего королём сына.
В результате того, что её двое братьев не оставили детей, именно Джоанна стала наследницей всех владений графов Кентских и титула графини. Позже эти владения и титул графа Кента получил её старший сын от первого брака — Томас Холланд.

## Происхождение
Джоанна происходила из английской королевской династии Плантагенетов. Её отец, Эдмунд Вудсток, 1-й граф Кент, был младшим из сыновей короля Англии Эдуарда I от второго брака с французской принцессой Маргаритой, дочери французского короля Филиппа III Смелого. Соответственно, он был единокровным братом короля Эдуарда II. В конце 1325 года он женился на Маргарет Уэйк, сестре и возможной наследнице барона Томаса Уэйка из Лиддела, вдове Джона Комина из Баденоха, убитого в 1314 году.
У Джоанны было двое братьев: Эдмунд и Джон, которые последовательно носили титул графа Кента.

## Ранние годы
Джоанна родилась 29 сентября 1328 года. 19 марта 1330 года по обвинению в заговоре против короны по приказу Роджера Мортимера, 1-го графа Марча, фактического правителя королевства в это время, был казнён её отец. Все его владения и титулы были конфискованы, а его семья, включая Джоанну, её беременную мать и брата Эдмунда была помещена в заключение в замке Солсбери. Однако в том же году юному королю Эдуарду III удалось сместить и казнить Мортимера, после чего приговор в отношении графа Кента был отменён, а владения и титул графа Кента были возвращены Эдмунду Младшему, которому тогда было около 4 лет.
Юная Джоанна была взята на воспитание королевой Филиппой, женой Эдуарда III, и большую часть детства провела в королевском доме. В 1337 году она, возможно, уехала в Фландрию вместе с королевской семьёй. К тому времени, как она вернулась в Англию, она уже была, по словам Фруассара, самой красивой девушкой в Англии. Современники называли её (возможно, саркастически) «Девственницей Кента» (англ. The Virgin of Kent); в поздних источниках за ней закрепилось прозвище «Прекрасная Дева Кента» (англ. The Fair Maid of Kent), хотя современники, судя по всему, так её не называли.

## Между двух мужей
Красивая и весёлая девушка привлекла внимание юного Томаса Холланда, рыцаря, служившего Эдуарду III. Он происходил из рыцарского рода Холландов. Хотя его отец, Роберт Холланд, и получил в 1314 году баронский титул, но наследовал ему старший брат Роберт, а сам Томас был безземельным рыцарем, хотя и неплохо проявивший себя во время начавшейся в это время Столетней войны с Францией.
Холланд смог убедить Джоанну выйти за него замуж. Сам брак был заключён в 1339 или весной 1340 года. Точные обстоятельства заключения брака неизвестны. Возможно, что рука Джоанны стала наградой Эдуарда III молодому и энергичному рыцарю. Джоанна в то время не являлась наследницей. Только после смерти в 1349 году брата матери, Томаса, барона Уэйка, а в 1352 году родного брата Джона, графа Кента, не оставивших детей, «Прекрасная Дева» стала единственной наследницей их владений. Сам брак, судя по всему, был тайным (лат. per verba de praesenti); хотя церковь за подобный союз могла отлучить от церкви, но признавала действительным, если не было препятствий для отношений или предыдущего брака.
Хотя король, возможно, одобрил брак кузины, но мать Джоанны, Маргарет Уэйк, судя по всему, не была так благосклонна к зятю. В 1341 году Томас отправился в крестовый поход в Пруссию. В это время Маргарет договорилась о браке дочери с Уильямом Монтегю, наследником графа Солсбери. Либо она считала брак Джоанны с Холландом недействительным, либо была уверена в гибели зятя. Хотя и не исключено, что брак был тайным и от неё. В любом случае, зимой 1340/1341 года или весной 1341 года Джоанна с должной церковной церемонией вышла замуж за Монтегю. Хотя в 1341 году Холланд вернулся живым, но его жена осталась со вторым мужем, который после гибели отца в 1344 году стал графом Солсбери. Возможно, что Томас не имел возможности оспорить второй брак жены или из-за недостатка средств, или из-за финансовой зависимости от Солсбери, сенешалем которого он стал вскоре после 1344 года.
Однако в 1346 году Томас отличился во время кампании Эдуарда III в Нормандии при захвате Кана, когда захватил в плен коннетабля Франции Рауля II де Бриенна, графа д’Э. Английский король выкупил у Холланда пленного коннетабля за 80 тысяч флоринов, что сделала Холланда достаточно обеспеченным человеком, чтобы начать борьбу за жену. Через несколько месяцев после того как в июне 1347 года был получен от короля выкуп, Томас начал в Авиньоне, где в то время находилась папская курия, судебное разбирательство по поводу браков Джоанны. Он указал, что состоял с ней в законном браке, который был консумирован. Однако та «не осмеливаясь противоречить желаниям своих родственников и друзей» в отсутствие Холланда «по их договорённости» вышла замуж за нынешнего графа Солсбери. Граф, на стороне которой была мать Джоанны, отказался признать законность прав Томаса, в результате чего и начались судебные разбирательства, а между Холландом и Монтегю вспыхнула вражда. Отправленные к графу папские посланники так и не смогли его убедить выступить перед судом. Далее Холланд подал петицию, в которой утверждал, что Монтегю и его сообщники удерживают Джоанну против её воли и содержат в уединении. В итоге в разбирательства в мае 1348 года от имени Джоанны вмешался папа Климент VI. В результате тактики проволочек графа и его поверенного окончательное решение было принято только через 18 месяцев. 13 ноября 1349 года папа выпустил буллу, в которой брак Джоанны с графом Солсбери был объявлен недействительным, а она сама признавалась законной женой Томаса Холланда. В последующие несколько лет у них родилось 5 детей.
В 1352 году умер её брат Джон, после чего Джоанна получила титул графини Кент по собственному праву, а также его поместья (в том числе и владения дяди, Томаса Уэйка), располагавшиеся в 16 графствах. Это значительно повысило как благосостояние пары, так и статус Томаса. Хотя титул графа Кента Холланд получил только в 1360 году, но в 1354 году он получил вызов в парламент в качестве барона. Точно неизвестно, сопровождала ли Джоанна мужа, который служил сначала лейтенантом Бретани, затем был губернатором Нормандских островов, а в 1359 году был наместником Эдуарда III в Нормандии. Не исключено, что она какое-то время провела с мужем во Франции.

## Принцесса Уэльская
В конце 1360 года Томас заболел и умер 28 декабря в Нормандии, оставив Джоанну вдовой. Впрочем, в данном статусе она прожила недолго. Весной или летом 1361 года её руки попросил Эдуард Чёрный Принц, старший сын и наследник Эдуарда III, носивший титул принца Уэльского. Судя по всему, это предложение было полностью его инициативой. Учитывая предыдущий скандал и её статус, оно было достаточно неожиданным и вызвало много спекуляций. Ко всему прочему, существовали препятствия к браку: Джоанна была двоюродной сестрой отца Эдуарда, а сам Чёрный принц был ещё и крёстным отцом её первенца. При этом Эдуард III в это время планировал женить наследника на Маргарите Фландрской. Французские хронисты описывают слегка непристойные истории о том, что Чёрный принц долго был влюблён в свою тётю и ухаживал за ней, а известие об обручении сына вызвало ярость у короля. Но современные исследователи сомневаются в последнем, поскольку Эдуард III и его наследник подали папе прошение о разрешении на брак, которое было дано 7 сентября 1361 года. Хронисты сообщают, что брак удивил всех. С точки зрения дипломатии он лишил англичан одного из основных орудий. Кроме того, ни один наследник английского престола со времён нормандского завоевания не женился на представительнице английской знати.
6 октября Джоанна в присутствии архиепископа Кентерберийского дала принцу официальное согласие на брак. Свадьба состоялась 10 октября 1361 года в Виндзорском замке в присутствии королевской семьи и придворных. Рождество они провели в Беркхамстеде, одной из любимейших резиденций Чёрного принца, где их посетили король и королева. Если когда-то у Джоанны были проблемы с финансами, после наследования земель брата и дяди доход вырос, и теперь она ни в чём себе не отказывала. Принц, который и ранее отличался щедростью, в начале 1362 года потратил на одежду и украшения для жены огромные суммы. Вместе с ней в доме Эдуарда росли и четверо переживших младенчество детей от первого брака, двое сыновей и две дочери.
9 июня 1362 году Чёрный Принц, получивший титул князя Аквитании, отбыл с Джоанной и её детьми в свои новые владения во Франции, где он правил фактически как независимый правитель. Там у Джоанны родились двое сыновей. Старший, Эдуард, родившийся в 1365 году, умер в пятилетнем возрасте. В январе 1367 года родился младший сын, позже ставший королём Англии под именем Ричарда II.
О жизни Джоанны в Аквитании известно мало. Судя по всему, большую часть времени она проводила в Ангулеме и Бордо. В апреле 1365 года принц провёл в Ангулеме самый грандиозный рыцарский турнир своего времени, чтобы отпраздновать рождение Джоанной своего наследника. Масштаб празднеств, которые были приурочены к турниру, породил рассказы о любви принцессы Уэльской к роскоши и современной моде. Ещё в 1363 году французы, посещавшие двор принца, сообщали, что Джоанна и её дамы носили меховые платья с разрезом и широкой бахромой. По их мнению, они были скопированы с одежды любовниц английских флибустьеров и не были пригодны для королевского двора. Эдуард, судя по всему, был сильно привязан к жене. Это видно из письма, которое он написал Джоанне после победы в битве при Нахере в 1367. Герольд Чандоса сообщает, что по возвращении принца из Испании она встретила его в соборе в Бордо со старшим сыном; он спешился, после чего они пошли вместе «держась за руки» в дворец епископа, где и остановились.
Во время испанской кампании Чёрный принц тяжело заболел, что сказалось на его здоровье. В январе 1372 году оно ухудшилось настолько, что Эдуард был вынужден с семьёй отплыть в Англию. После возвращения Джоанна, судя по всему, иногда действовала в качестве представителя своего больного мужа. Так она написала письмо лондонцам, чтобы поблагодарить их за подарок, сделанный ему в 1371 году. В августе 1372 года принцесса пошла без мужа на молебен памяти королевы Филиппы.

## Мать короля
Чёрный принц умер в 1376 году. После этого Джоанна стала официальным опекуном своего сына, ставшего после смерти в 1377 году Эдуарда III королём под именем Ричарда II. В качестве вдовьей доли она получала треть доходов с Уэльса. Также она управляла имениями, когда-то принадлежавшими мужу. Кроме того, она имела значительное влияние на короля: в 1377—1385 годах большое количество помилований и даров зарегистрировано с формулировкой «по просьбе матери короля», что гораздо больше, чем во время правления Эдуарда III было сделано по просьбе принца Уэльского. В 1378 году Джоанне фактически были предоставлены все доходы с имений покойного мужа на 4 года, чтобы компенсировать «её обвинение от имени короля после смерти её отца». В королевских отчётах сохранились сведения, что за её счёт в 1377—1381 годах были отремонтированы поместья Буши и Норт Уэлд, а в мае 1381 года для неё была заказана новая баржа.
В январе 1379 года лондонцы устроили угощение в Кенсингтонском дворце, на котором Джоанна присутствовала вместе с Ричардом II и его дядей Джоном Гонтом, герцогом Ланкастером. А менее чем через месяц после этого Гонту пришлось искать у принцессы в Кенсингтоне убежище от разъярённых своими действиями лондонцев. После этого она послала трёх своих рыцарей, чтобы попросить горожан заключить мир с герцогом ради неё. Несмотря на несколько напряжённые отношения между Ричардом и Гонтом, Джоанна с герцогом, похоже, сохраняла дружеские отношения. Через её сыновей Томаса и Джона Гонт передавал дары своим сыновьям. Позже Джон Холланд женился на Елизавете, дочери Гонта.
Как и Гонт, Джоанна поддерживала лоллардов. Именно по её инициативе в 1378 году было приостановлено судебное разбирательство против Джона Уиклифа. В её окружении находились и некоторые заметные фигуры движения лоллардов, например, сэр Ричард Стюри и сэр Льюис Клиффорд.
Джоанна и позже продолжала оставаться популярной фигурой. Во время восстания Уота Тайлера Джоанна находилась в Тауэре, когда его заняли крестьяне. Они ворвались в покои Джоанны, разнесли вдребезги её ложе, но сама она не пострадала, хотя их главарь предложил ей «поцеловать его».
Позже у Джоанны начались проблемы со здоровьем, из-за которых она настолько располнела, что с трудом вставала. Несмотря на это во время ссоры короля с Джоном Гонтом в 1385 года она путешествовала между двором и домом Гонта, чтобы примирить дядю и племянника. Хотя те формально примирились, но кризис отношений разрешён так и не был.
В 1385 году Ричард II собрался в поход против Шотландии. Перед ним он назначил 13 рыцарей телохранителями для матери. Но 14 августа Джоанна умерла в замке Уолингфорд, скорее всего, из-за болезни. При этом «Хроника Сент-Олбанса» полагала, что смерть матери короля произошла от горя. Во время Шотландского похода Джон Холланд, один из сыновей Джоанны от первого брака, поссорился с сэром Ральфом Стаффордом, любимцем жены Ричарда II. В результате ссоры Стаффорд был убит. По сообщению хрониста, король поклялся обойтись с братом как с обычным убийцей. Джоанна несколько дней пыталась вымолить у Ричарда II прощения для старшего сына, а на пятый день умерла. Ричард в итоге помиловал Джона.
Джоанна завещала похоронить её не рядом с Чёрным принцем в Кентерберийском соборе, а возле первого мужа, Томаса Холланда, в церкви миноритов в Стэмфорде. Похороны состоялись только 27 января 1386 года, когда Ричард II вернулся из шотландского похода. По завещанию матери ему досталась её новая постель, украшенная золотыми леопардами, и серебряное перо отца.

## Браки и дети
1-й муж: с 1339/1340 (тайный брак, признан папой римским 13 ноября 1349 года) Томас Холланд (1314 — 28 декабря 1360), 1-й барон Холланд с 1353, 1-й граф Кент с 1360. Дети:
- Томас Холланд (1350 — 25 апреля 1397), 2-й барон Холланд с 1360, 2-й граф Кент с 1381[6][14][15][16].
- Эдмунд Холланд (1351/1352 — в младенчестве)[6][14][15].
- Джон Холланд (около 1352 — 16 января 1400), 1-й граф Хантингдон с 1387, 1-й герцог Эксетер 1397—1399[6][14][15][17].
- Джоанна Холланд (около 1356 — ноябрь 1384); муж: с мая 1366 Жан IV (ок. 1340 — 1 ноября 1399), герцог Бретонский 1345—1378, 1381—1399, граф де Монфор-д'Амори с 1345, граф Ричмонд с 1372[6][14][15]
- Мод Холланд (около 1359 — до 13 апреля 1392); 1-й муж: с 1363 Хьюго де Куртене (ум. 20 февраля 1374); 2-й муж: с 1380 Валеран III де Люксембург (1355 — 22 апреля 1415), граф де Линьи и де Сен-Поль с 1371[6][14][15].

2-й муж: с 1341 (Доньятт, Соммерсет, Англия) Уильям Монтегю (25 июня 1328 — 3 июня 1397), 2-й граф Солсбери. Брак признан недействительным папой римским 13 ноября 1349 года. Детей от этого брака не было.
3-й муж: с 10 октября 1361 (Виндзорский замок, Беркшир, Англия) Эдуард Чёрный Принц (15 июня 1330 — 8 июня 1376), граф Честер с 1333, 1-й герцог Корнуольский с 1337, принц Уэльский с 1343, герцог Гиени с 1362. Дети:
- Эдуард Ангулемский (27 января 1365—1372)
- Ричард II Бордосский (6 января 1367 — 6 января/14 февраля 1400), принц Уэльский, граф Корнуолл и граф Честер с 1376, король Англии 1377—1399